# ألعاب القوى في الألعاب البارالمبية الصيفية 2024 – سباق 200 متر للرجال
| الرجال · تي 35 ‏ · تي 37 ‏ · تي 51 ‏ · تي 64 ‏ النساء · تي 11 ‏ · تي 12 ‏ · تي 35 ‏ · تي 36 ‏ · تي 37 ‏ · تي 47 ‏ · تي 64 ‏ |

جرت منافسات سباق 200 متر للرجال ضمن ألعاب القوى في الألعاب البارالمبية الصيفية 2024 في ملعب فرنسا خلال الفترة من 3 إلى 7 سبتمبر 2024.

## الجدولة
| د | الدور 1 | ن | النهائي |

| التاريخ       | الثلاثاء 3 | الثلاثاء 3 | الأربعاء 4 | الأربعاء 4 | الخميس 5 | الخميس 5 | الجمعة 6 | الجمعة 6 | السبت 7 | السبت 7 |
| المسابقة      | ص          | م          | ص          | م          | ص        | م        | ص        | م        | ص       | م       |
| ------------- | ---------- | ---------- | ---------- | ---------- | -------- | -------- | -------- | -------- | ------- | ------- |
| تي 35 200 متر |            |            |            |            |          |          | د        |          | ن       |         |
| تي 37 200 متر |            |            |            |            |          |          |          | د        | ن       |         |
| تي 51 200 متر | ن          |            |            |            |          |          |          |          |         |         |
| تي 64 200 متر |            |            |            |            |          |          |          |          | د       | ن       |

## جدول الميداليات
فيما يلي ملخص للميداليات الممنوحة في جميع منافسات سباقات 200 متر.
| Classification | الذهبية                                          | الذهبية  | الفضية                                             | الفضية   | البرونزية                                         | البرونزية |
| -------------- | ------------------------------------------------ | -------- | -------------------------------------------------- | -------- | ------------------------------------------------- | --------- |
| T35            | إيهور تسفييتوف · أوكرانيا                        | 23.19 SB | دميتري سافرونوف · الرياضيون البارالمبيون المحايدين | 23.78    | أرتيم كالاشيان · الرياضيون البارالمبيون المحايدين | 23.88     |
| T37            | أندريي فدوفين · الرياضيون البارالمبيون المحايدين | 22.69 SB | ريكاردو غوميس دي مينديسا · البرازيل                | 22.71 SB | كريستيان غابرييل كوستا · البرازيل                 | 22.74 PB  |
| T51            | كودي فورني · كندا                                | 37.64 PB | توني بييسبانين · فنلندا                            | 38.55 SB | بيتر غينين · بلجيكا                               | 38.65     |
| تي 64          | شيرمان غويتي · كوستاريكا                         | 21.32 PR | ليفي فلوت · هولندا                                 | 21.86 PB | مبوميلو مهلونغو · جنوب إفريقيا                    | 22.62 WR  |

## النتائج
فيما يلي نتائج السباقات النهائية لجميع الفئات في سباق 200 متر رجال. تفاصيل إضافية لكل مسابقة، بما في ذلك نتائج التصفيات وأنصاف النهائيات عند الحاجة، متوفرة في الصفحة المخصصة لتلك المسابقة.

### تي 35
جرى السباق النهائي الخاص بهذا التصنيف في 7 سبتمبر 2024، في 10:30:
| الترتيب | المسار | الرياضي           | الدولة                           | الزمن                | ملاحظات |
| ------- | ------ | ----------------- | -------------------------------- | -------------------- | ------- |
| الأول   | 7      | إيهور تسفييتوف    | أوكرانيا                         | 23.19                | SB      |
| الثاني  | 6      | دميتري سافرونوف   | الرياضيون البارالمبيون المحايدين | 23.78                |         |
| الثالث  | 4      | أرتيم كالاشيان    | الرياضيون البارالمبيون المحايدين | 23.88                |         |
| 4       | 9      | هنريكي ناسيمينتو  | البرازيل                         | 24.14                | AR      |
| 5       | 2      | إيفان تيتيوخين    | أوكرانيا                         | 24.87                | PB      |
| 6       | 5      | ماكسيميليانو فيلا | الأرجنتين                        | 25.10                |         |
| 7       | 3      | هيرنان باريتو     | الأرجنتين                        | 25.53                | SB      |
| 8       | 8      | ديفيد دجاتييف     | الرياضيون البارالمبيون المحايدين | 26.02                |         |
| 9       | 1      | فابيو بورديغنون   | البرازيل                         | 29.71                | SB      |
|         |        |                   |                                  | سرعة الرياح: 0.0 م/ث |         |

### تي 37
جرى السباق النهائي الخاص بهذا التصنيف في 7 سبتمبر 2024، في 10:40:
| الترتيب | المسار | الرياضي                  | الدولة                           | الزمن                 | ملاحظات |
| ------- | ------ | ------------------------ | -------------------------------- | --------------------- | ------- |
| الأول   | 9      | أندريي فدوفين            | الرياضيون البارالمبيون المحايدين | 22.69                 | SB      |
| الثاني  | 3      | ريكاردو غوميس دي مينديسا | البرازيل                         | 22.71                 | SB      |
| الثالث  | 7      | كريستيان غابرييل كوستا   | البرازيل                         | 22.74                 | PB      |
| 4       | 5      | بارتولوميو شافيس         | البرازيل                         | 23.22                 | PB      |
| 5       | 6      | سابتويوغو بورنومو        | إندونيسيا                        | 23.26                 | PB      |
| 6       | 4      | ميشال كوتكوفسكي          | بولندا                           | 23.41                 |         |
| 7       | 8      | علي أكل نخلي             | السعودية                         | 23.44                 |         |
| 8       | 2      | ميكولا رايسكي            | أوكرانيا                         | 23.91                 |         |
|         |        |                          |                                  | سرعة الرياح: +0.3 م/ث |         |

### تي 51
جرى السباق النهائي الخاص بهذا التصنيف في 3 سبتمبر 2024، في 10:45:
| الترتيب | المسار | الاسم            | الجنسية   | الزمن                 | ملاحظات |
| ------- | ------ | ---------------- | --------- | --------------------- | ------- |
| الأول   | 4      | كودي فورني       | كندا      | 37.64                 | PB      |
| الثاني  | 7      | توني بييسبانين   | فنلندا    | 38.55                 | SB      |
| الثالث  | 8      | بيتر غينين       | بلجيكا    | 38.65                 |         |
| 4       | 9      | محمد برحال       | الجزائر   | 40.91                 |         |
| 5       | 6      | روجر هابش        | بلجيكا    | 42.35                 |         |
| 6       | 5      | إدغار نافارو     | المكسيك   | 42.92                 | SB      |
| 7       | 3      | إيرنيستو فونسيكا | كوستاريكا | 46.10                 | SB      |
|         |        |                  |           | سرعة الرياح: -0.7 م/ث |         |

### تي 64
فئة تي 64 مخصصة للرياضيين الذين يعانون من نقص في طرف واحد تحت الركبة ويتنافسون باستخدام طرف اصطناعي.
جرى السباق النهائي الخاص بهذا التصنيف في 7 سبتمبر 2024، في 19:50:
| الترتيب | المسار | الفئة | الرياضي               | الدولة       | الزمن                 | ملاحظات  |
| ------- | ------ | ----- | --------------------- | ------------ | --------------------- | -------- |
| الأول   | 6      | تي 64 | شيرمان غويتي          | كوستاريكا    | 21.32                 | PR       |
| الثاني  | 9      | تي 64 | ليفي فلوت             | هولندا       | 22.47                 | PB       |
| الثالث  | 7      | تي 44 | مبوميلو مهلونغو       | جنوب إفريقيا | 22.62                 | WR       |
| 4       | 5      | تي 44 | واليسون أندريه فورتيس | البرازيل     | 22.84                 |          |
| 5       | 3      | تي 64 | ميشايل سايتيس         | اليونان      | 23.16                 |          |
| 6       | 4      | تي 64 | ميتشل جوينت           | نيوزيلندا    | 23.16                 |          |
| 7       | 2      | تي 64 | شونسوكي إيتاني        | اليابان      | 23.50                 | SB       |
| —       | 8      | تي 44 | فيليكس سترينغ         | ألمانيا      | DQ                    | R18.2(c) |
|         |        |       |                       |              | سرعة الرياح: +0.5 م/ث |          |